# Тамса (Нио)
Та́мса (ест. Tamsa küla) — село в Естонії, у волості Нио повіту Тартумаа.

## Населення
Чисельність населення на 31 грудня 2011 року становила 65 осіб.

## Географія
Через населений пункт проходить автошлях 22157 (Уута — Панґоді). Від села починається дорога 22155 (Нио — Тамса).